# 北海道釧路江南高等学校
北海道釧路江南高等学校（ほっかいどうくしろこうなんこうとうがっこう、Hokkaido Kushiro Konan High School ）は、北海道釧路市にある公立（道立）の高等学校。

## 概要

### 設置学科
- 全日制課程
  - 普通科

### 沿革
- 1919年 - 北海道庁立釧路高等女学校として開校する。
- 1948年
  - 4月6日 - 学制改革により、道立釧路女子高等学校となる。
  - 4月26日 - 市立女子高校を合併する。
- 1950年4月 - 男女共学となり、校名を釧路江南高等学校に変更する
- 1952年4月1日 - 北海道釧路湖陵高等学校から上尾幌分校を移譲される。
- 1960年4月1日 - 上尾幌分校が北海道厚岸潮見高等学校として独立する。
- 1998年10月31日 - 開校80周年記念式典並びに新校舎落成記念式典を挙行する。
- 1999年5月19日 - 開校80周年・校舎落成記念植樹を実施する。
- 2005年4月1日 - 単位制を導入する。

## 進学
地元の進学率が高く、その中でも、私立大学である北海学園大学や北星学園大学、札幌大学が多い。国公立大学では、北海道大学や小樽商科大学に毎年数人進学している。

## 部活動等

### 運動系
- 野球
- サッカー
- バレーボール
- バスケットボール
- 硬式テニス
- ソフトテニス
- ソフトボール
- ハンドボール
- バドミントン
- 卓球
- 陸上
- 剣道
- 柔道
- アイスホッケー
- スピードスケート

### 文化系
- 美術
- 書道
- 茶道
- 合唱
- 演劇
- 写真
- 化学
- 吹奏楽
- 蝦夷太鼓

### 外局
- 図書局
- 新聞局
- 放送局

### 同好会
- 料理
- 英会話
- 軽音楽
- パソコン
- ドレスメーカー

## 著名な出身者
- 笹野貞子 - 元参議院議員、憲法学者
- 米坂ヒデノリ - 彫刻家、元釧路短期大学教授
- 神田比呂子 - 彫刻家、旭川大学女子短期大学部名誉教授
- 平山英雄 - 元プロ野球選手
- 斎藤幸子 - 元スピードスケート選手、グルノーブル・札幌五輪日本代表
- 相米慎二 - 映画監督
- 石黒靖尋 - ホーマック創業者
- 片山立規 - 元アイスホッケー選手、長野五輪日本代表
- 伊東良孝 - 衆議院議員、内閣府特命担当大臣、元釧路市長
- 原田康子 - 作家 北海道功労賞受賞
- 加藤休ミ - クレヨン画家、絵本作家
- 今剛 - ギタリスト（中退）
- 信太昌之 - 俳優
- 田村美香 - ラジオパーソナリティー
- 竹内愛奈 - 女子アイスホッケー選手、ソチ・平昌五輪日本代表
- 床亜矢可 - 女子アイスホッケー選手、ソチ・平昌五輪日本代表
- 武藤貴也 - 元衆議院議員
- 多田直人 - 俳優